# ФК Партизан сезона 2004/05.
ФК Партизан сезона 2004/05. обухвата све резултате и остале информације везане за наступ Партизана у сезони 2004/05.
У овој сезони ФК Партизан је сакупио 29 победа, 11 пута је било нерешено и 3 пораза.

## Играчи
| Бр. |                     | Позиција | Играч             |
| --- | ------------------- | -------- | ----------------- |
| 1   | Србија и Црна Гора  | С        | Симон Вукчевић    |
| 2   | Србија и Црна Гора  | О        | Миливоје Ћирковић |
| 4   | Србија и Црна Гора  | С        | Зоран Мирковић    |
| 5   | Босна и Херцеговина | О        | Бранимир Бајић    |
| 7   | Србија и Црна Гора  | С        | Ненад Брновић     |
| 8   | Камерун             | Н        | Пјер Боја         |
| 9   | Србија и Црна Гора  | Н        | Срђан Радоњић     |
| 10  | Србија и Црна Гора  | С        | Драган Ћирић      |
| 11  | Србија и Црна Гора  | С        | Мирослав Радовић  |
| 12  | Србија и Црна Гора  | Г        | Немања Јовшић     |
| 13  | Јужна Кореја        | С        | Ким Чи Ву         |
| 14  | Србија и Црна Гора  | О        | Ненад Ђорђевић    |
| 15  | Нигерија            | Н        | Обиора Одита      |
| 16  | Нигерија            | О        | Ифеани Емегхара   |
| 18  | Србија и Црна Гора  | С        | Бранимир Петровић |

| Бр. |                     | Позиција | Играч              |
| --- | ------------------- | -------- | ------------------ |
| 20  | Србија и Црна Гора  | О        | Милован Миловић    |
| 21  | Србија и Црна Гора  | С        | Иван Томић         |
| 22  | Србија и Црна Гора  | С        | Саша Илић          |
| 24  | Србија и Црна Гора  | О        | Немања Рнић        |
| 25  | Србија и Црна Гора  | Г        | Ивица Краљ         |
| 27  | Србија и Црна Гора  | Г        | Ђорђе Пантић       |
| 28  | Србија и Црна Гора  | С        | Алберт Нађ         |
| 30  | Кипар               | Г        | Николас Аспрогенис |
| 31  | Србија и Црна Гора  | О        | Срђа Кнежевић      |
| 34  | Србија и Црна Гора  | Н        | Никола Грубјешић   |
| 37  | Србија и Црна Гора  | О        | Томислав Пајовић   |
| 41  | Босна и Херцеговина | С        | Милан Срећо        |
| 44  | Србија и Црна Гора  | С        | Стефан Бабовић     |
| 47  | Србија и Црна Гора  | С        | Милан Смиљанић     |
| 50  | Србија и Црна Гора  | С        | Ненад Маринковић   |

## Резултати

### Табела
| Поз. | Клуб          | ИГ | П  | Н | ИЗ | ДГ | ПГ | Бод |
| 1    | Партизан      | 30 | 25 | 5 | 0  | 81 | 20 | 80  |
| 2    | Црвена звезда | 30 | 23 | 5 | 2  | 66 | 18 | 74  |
| 3    | Зета          | 30 | 18 | 5 | 7  | 52 | 30 | 59  |
| 4    | ОФК Београд   | 30 | 16 | 2 | 12 | 51 | 36 | 50  |
| 5    | Земун         | 30 | 12 | 7 | 11 | 31 | 34 | 43  |

Легенда:
|  | УЕФА Лига шампиона Друго коло квалификација |
|  | УЕФА Куп Друго коло квалификација           |

| Датум               | Место                    | Гледалаца | Противник           | Резултат | Стрелци за Партизан                                                          | Такмичење                 |
| 8. август 2004.     | Никшић                   | ?         | Сутјеска            | 4:1      | Илић (19, 33, 52.) Радовић (41.)                                             | Прва лига СЦГ             |
| 12. август 2004.    | Констанца, Румунија      | 1.000     | Оцелул Галаци       | 0:0      |                                                                              | Квалификације за Куп УЕФА |
| 15. август 2004.    | Београд                  | 2.500     | Борац Чачак         | 1:1      | Илић (26.)                                                                   | Прва лига СЦГ             |
| 21. август 2004.    | Београд                  | 2.000     | Хајдук Кула         | 5:0      | Вукчевић (78.) Грубјешић (79, 86.) Ђорђевић (88.) Радоњић (90.)              | Прва лига СЦГ             |
| 26. август 2004.    | Београд                  | 6.000     | Оцелул Галаци       | 1:0      | Радоњић (29.)                                                                | Квалификације за Куп УЕФА |
| 29. август 2004.    | Смедерево                | ?         | Смедерево           | 3:1      | Радоњић (4, 54, 70.)                                                         | Прва лига СЦГ             |
| 11. септембар 2004. | Београд                  | 1.500     | Раднички Београд    | 1:0      | Грубјешић (70.)                                                              | Прва лига СЦГ             |
| 16. септембар 2004. | Београд                  | 14.000    | Динамо Букурешт     | 3:1      | Томић (53.) Боја (54.) Брновић (85.)                                         | Квалификације за Куп УЕФА |
| 19. септембар 2004. | Подгорица                | 8.000     | Будућност Подгорица | 2:0      | Радоњић (16.) Перишић (20.) (а. г.)                                          | Прва лига СЦГ             |
| 22. септембар 2004. | Београд                  | ?         | Раднички Београд    | 4:1      | Грубјешић (17, 55, 80.) Радоњић (31.)                                        | Куп СЦГ                   |
| 25. септембар 2004. | Београд                  | ?         | Обилић              | 4:1      | ?                                                                            | Прва лига СЦГ             |
| 30. септембар 2004. | Букурешт, Румунија       | 18.000    | Динамо Букурешт     | 0:0      |                                                                              | Квалификације за Куп УЕФА |
| 3. октобар 2004.    | Београд                  | 2.000     | Железник            | 2:1      | Радоњић (63.) Јозић (87.) (а. г.)                                            | Прва лига СЦГ             |
| 16. октобар 2004.   | Београд                  | 20.000    | Црвена звезда       | 0:0      |                                                                              | Прва лига СЦГ             |
| 23. октобар 2004.   | Београд                  | 3.000     | ОФК Београд         | 2:0      | Брновић (41.) Радоњић (65. пен.)                                             | Прва лига СЦГ             |
| 27. октобар 2004.   | Нови Сад                 | 8.000     | Војводина           | 3:1      | Радоњић (6.) Брновић (27.) Грубјешић (56.)                                   | Куп СЦГ                   |
| 30. октобар 2004.   | Београд                  | 1.000     | Војводина           | 1:0      | Вукчевић (66.)                                                               | Прва лига СЦГ             |
| 4. новембар 2004.   | Београд                  | 15.000    | Егалео              | 4:0      | Христу (22.) (а. г.) Илић (55, 60.) Вукчевић (68.)                           | Куп УЕФА                  |
| 7. новембар 2004.   | Београд                  | 2.000     | Земун               | 5:0      | Грубјешић (11.) Ћирић (33.) Илић (65. пен.) Петровић (81.) Нађ (84.)         | Прва лига СЦГ             |
| 10. новембар 2004.  | Београд                  | 300       | Обилић              | 1:0      | Илић (76. пен.)                                                              | Куп СЦГ                   |
| 20. новембар 2004.  | Београд                  | 1.000     | Зета                | 3:2      | Боја (4.) Илић (33. пен.) Брновић (86.)                                      | Прва лига СЦГ             |
| 25. новембар 2004.  | Рим, Италија             | 17.000    | Лацио               | 2:2      | Боја (6, 24.)                                                                | Куп УЕФА                  |
| 28. новембар 2004.  | Београд                  | 2.500     | Хајдук Београд      | 3:0      | Ћирић (39. пен.) Вукчевић (77, 79.)                                          | Прва лига СЦГ             |
| 2. децембар 2004.   | Београд                  | 25.000    | Виљареал            | 1:1      | Томић (65. пен.)                                                             | Куп УЕФА                  |
| 5. децембар 2004.   | Београд                  | 2.000     | Чукарички           | 3:1      | Радовић (10.) Вукчевић (60.) Нађ (88. пен.)                                  | Прва лига СЦГ             |
| 15. децембар 2004.  | Мидлсбро, Енглеска       | 20.856    | Мидлсбро            | 0:3      |                                                                              | Куп УЕФА                  |
| 16. фебруар 2005.   | Београд                  | 15.000    | Дњепар              | 2:2      | Одита (12, 45.)                                                              | Куп УЕФА                  |
| 24. фебруар 2005.   | Дњепропетровск, Украјина | 14.000    | Дњепар              | 1:0      | Радовић (88.)                                                                | Куп УЕФА                  |
| 10. март 2005.      | Београд                  | 20.000    | ЦСКА Москва         | 1:1      | Томић (83. пен.)                                                             | Куп УЕФА                  |
| 13. март 2005.      | Кула                     | 5.000     | Хајдук Кула         | 1:0      | Антић (81.) (а. г.)                                                          | Прва лига СЦГ             |
| 17. март 2005.      | Краснодар*, Русија       | 25.000    | ЦСКА Москва         | 0:2      |                                                                              | Куп УЕФА                  |
| 20. март 2005.      | Београд                  | 1.500     | Смедерево           | 4:1      | Брновић (42, 83.) Радоњић (69.) Грубјешић (89.)                              | Прва лига СЦГ             |
| 26. март 2005.      | Београд                  | 1.500     | Сутјеска            | 3:0      | Ћирић (26. пен.) Миловић (33.) Грубјешић (88.)                               | Прва лига СЦГ             |
| 3. април 2005.      | Београд                  | ?         | Раднички Београд    | 2:1      | Илић (9.) Мирковић (60.)                                                     | Прва лига СЦГ             |
| 9. април 2005.      | Београд                  | 1.500     | Будућност Подгорица | 1:0      | Одита (1.)                                                                   | Прва лига СЦГ             |
| 13. април 2005.     | Чачак                    | 6.000     | Борац Чачак         | 3:1      | Одита (18.) Илић (30.) Рнић (74.)                                            | Прва лига СЦГ             |
| 16. април 2005.     | Београд                  | 1.500     | Обилић              | 4:0      | Брновић (6.) Илић (46.) Вукчевић (71.) Одита (73.)                           | Прва лига СЦГ             |
| 20. април 2005.     | Београд                  | 1.000     | Железник            | 4:1      | Вукчевић (20.) Одита (69.) Брновић (78.) Грубјешић (90.)                     | Прва лига СЦГ             |
| 23. април 2005.     | Београд                  | 35.000    | Црвена звезда       | 1:1      | Ђорђевић (22.)                                                               | Прва лига СЦГ             |
| 30. април 2005.     | Београд                  | 3.000     | ОФК Београд         | 3:2      | Илић (19, 28.) Рнић (51.)                                                    | Прва лига СЦГ             |
| 4. мај 2005.        | Нови Сад                 | 5.000     | Војводина           | 3:1      | Пекарић (71.) (а.г.) Илић (76. пен. 85. пен.)                                | Прва лига СЦГ             |
| 7. мај 2005.        | Београд                  | 3.500     | Земун               | 3:1      | Вукчевић (43. пен.) Одита (53, 62.)                                          | Прва лига СЦГ             |
| 11. мај 2005.       | Београд                  | 10.000    | Црвена звезда       | 0:2      |                                                                              | Куп СЦГ                   |
| 14. мај 2005.       | Голубовци                | 3.500     | Зета                | 1:1      | Вукчевић (3.)                                                                | Прва лига СЦГ             |
| 21. мај 2005.       | Београд                  | 10.000    | Хајдук Београд      | 7:0      | Илић (25.) Радоњић (29.) Радовић (36.) Грубјешић (54, 60, 87.) Бабовић (71.) | Прва лига СЦГ             |
| 28. мај 2005.       | Београд                  | 1.500     | Чукарички           | 2:2      | Илић (21.) Вукчевић (38.)                                                    | Прва лига СЦГ             |